# Launchy
Launchy — свободная утилита для быстрого запуска приложений для Windows, Linux (с версии 2.1), а с версии 2.5 и для Mac OS X. Данная программа в Windows индексирует ярлыки в меню «Пуск» и файлы в определенных каталогах, позволяя получать более быстрый доступ к программам без открытия меню «Пуск» или перехода к нужной папке.

## Использование программы
Launchy автоматически загружается при запуске системы и ждет пока пользователь вызовет её нажатием Alt + Space или другой «горячей» клавиши, определенной пользователем. Пользователь начинает набирать название программы или файла, который он хочет запустить. Launchy автоматически просматривает свой список программ на наиболее точное совпадение с тем, что печатает пользователь. Когда желаемая программа найдена, пользователь нажимает ввод и программа запускается.
Launchy также позволяет добавлять каталоги файловой системы и форматы файлов в каталог для индексирования. Это делает её пригодной для запуска почти всего, что есть на компьютере, включая интернет, музыку, видео и игры. Launchy также может выполнять поиск Google, Wikipedia, MSN, и Yahoo, показывая результаты в браузере по умолчанию. Если требуется, она также запускает закладки. Launchy поддерживает плагины, добавляемые для большей гибкости.

## Платформа
Launchy изначально была написана на C# (версия 0.5), но следующая версия (0.6) была переписана на C++. Версия 2.0 была полностью переписана с использованием Qt. Это вызвало несовместимость данной версии и старых скинов и плагинов.

## Плагины
В версию 2.5 включены следующие плагины:
Calcy Plugin (calcy.dll)
Вычисления: При наборе математических выражений Launchy их вычисляет.
Замечание: этот калькулятор ограничен +,-,*,/ и круглыми скобками.
Controly Plugin (controly.dll)
Индексирование приложений панели управления: Этот плагин находит приложения панели управления в системе и составляет их список в Launchy.
GCalc (gcalc.dll)
Калькулятор и конвертер: плагин выполняет запросы к «функциям поиска» Google, таким как «калькулятор» и «конвертация валют» и возвращает результат в окно Launchy.
Runner (runner.dll)
Verby (verby.dll)
Weby Plugin (weby.dll)
Доступ к поисковым системам: Launchy сейчас поддерживает следующие ключевые слова для поиска:
google, msn, yahoo, live, weather, amazon, wikipedia, dictionary, thesaurus,
imdb, netflix, и msdn websearch. Необходимо набрать любое из этих ключевых слов, нажать клавишу табуляции, набрать запрос для поиска и нажать клавишу ввод.
Запуск веб-страниц: Необходимо набрать url, например ‘www.launchy.net’ или
‘http://www.launchy.net/’ и нажать клавишу ввод.
Ранее в стандартный набор входил также Foxy Plugin:
Foxy Plugin (foxy.dll)
Закладки: плагин Foxy автоматически загружает закладки Firefox в базу данных. Их можно искать так же просто, как и приложения.
Quick searches: Launchy загружает быстрый поиск Firefox и индексирует ключевые слова в базе данных. Это можно использовать так же, как поисковую систему.

## Разработка плагинов
Launchy 2 имеет C++ API для разработки плагинов. Плагины могут быть разработаны для добавления в каталог новых типов объектов, более значимых, чем просто ярлыки.
Привязки к другим языкам программирования обеспечиваются плагинами, разработанными сообществом:
- PyLaunchy[3] позволяет разрабатывать плагины для Launchy на Python.
- Launchy#[4] позволяет разрабатывать плагины для Launchy на языках Microsoft .NET.